# Pau de Riga
|  | No s'ha de confondre amb el tractat signat entre la Rússia Soviètica i Letònia, vegeu Tractat de Riga (1920). |

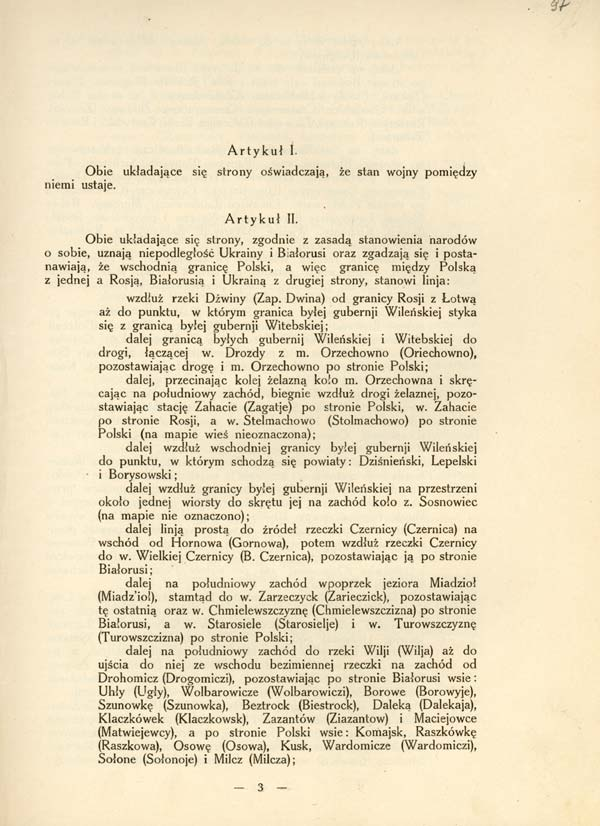
Segona pàgina del tractat, versió en polonès.

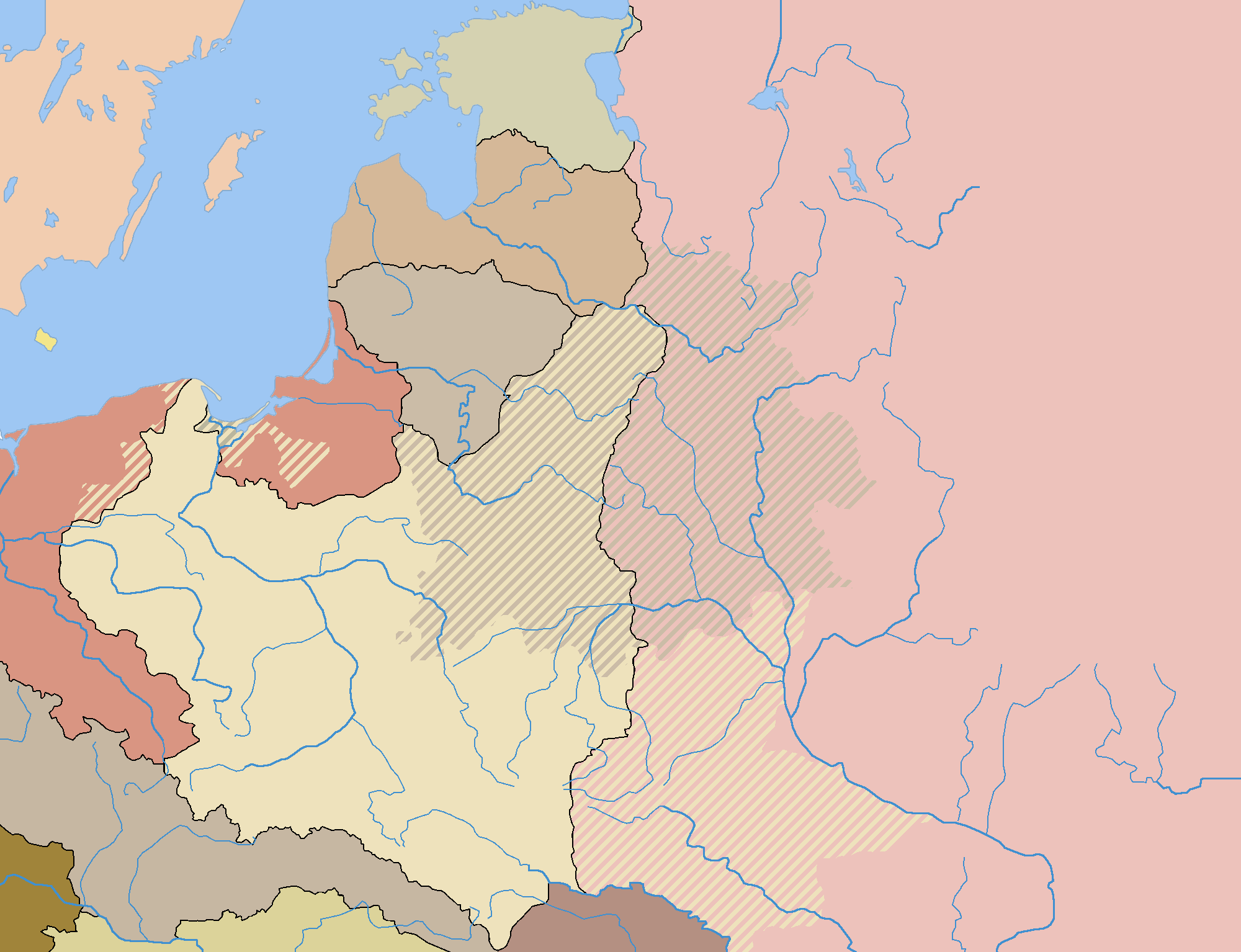
Polònia després del Tractat de Riga amb la frontera de la Confederació de Polònia i Lituània anterior a les particions (ombrejada).

La pau de Riga (també coneguda com a tractat de Riga, polonès: Traktat ryski) signat a Riga el 18 de març de 1921, entre Polònia, d'una banda, en un costat, i l'RSFS De Rússia i l'RSS d'Ucraïna per l'altra; amb aquest tractat es va donar per acabada la guerra poloneso-soviètica.

## El tractat
Les negociacions de pau van començar el 17 d'agost, de 1920, a Minsk, però com que la contraofensiva polonesa es trobava a prop, els negociadors es van traslladar a Riga, i es van reprendre el 21 de setembre. Aquell mes, a Riga, els soviètics van fer dues ofertes, els dies 21 i 28 de setembre. La delegació polonesa va fer una contraproposta el 2 d'octubre. El cinquè dia d'octubre, els soviètics van oferir esmenes a l'oferta polonesa i aquests van acceptar.
Les fronteres poloneso-soviètiques establertes pel tractat romangueren en vigor fins a la Segona Guerra Mundial. Posteriorment, van ser redibuixades durant la Conferència de Ialta i la Conferència de Potsdam.

## Termes
El Tractat constava de 26 articles.
Polònia rebia una compensació monetària (30 milions de rubles en or) per la seva aportació econòmica a l'Imperi Rus durant l'època de les particions de Polònia. Segons l'article XIV, Polònia rebria també material ferroviari (locomotores, material rodant, etc.) valorat en 29 milions de rubles or. Rússia havia de lliurar obres d'art i altres tresors nacionals de Polònia arrabassats dels territoris polonesos després de 1772 (com ara els Tapissos de Jagelló i la Biblioteca de Załuski). Ambdues parts renunciaven a reclamacions per indemnitzacions de guerra.
L'article 3 estipulava que les fronteres entre Polònia i Lituània serien establertes per aquests estats. L'article 6 creava les opcions de ciutadania per a les persones a banda i banda de la nova frontera. L'aritlce 7 establia una mútua garantia que es permetria a totes les nacionalitats "el lliure desenvolupament, l'ús de la seva llengua nacional i l'exercici de la seva religió."